# Sjulssjön
Sjulssjön är en sjö i Strömsunds kommun i Jämtland och ingår i Ångermanälvens huvudavrinningsområde. Sjön är 83 meter djup, har en yta på 2,65 kvadratkilometer och befinner sig 293,1 meter över havet. Sjön avvattnas av vattendraget Faxälven.

## Delavrinningsområde
Sjulssjön ingår i det delavrinningsområde (713644-144842) som SMHI kallar för Utloppet av Sjulssjön. Medelhöjden är 408 meter över havet och ytan är 34,44 kvadratkilometer. Räknas de 411 avrinningsområdena uppströms in blir den ackumulerade arean 4 052,25 kvadratkilometer. Faxälven som avvattnar avrinningsområdet har biflödesordning 2, vilket innebär att vattnet flödar genom totalt 2 vattendrag innan det når havet efter 267 kilometer. Avrinningsområdet består mestadels av skog (89 procent). Avrinningsområdet har 2,71 kvadratkilometer vattenytor vilket ger det en sjöprocent på 7,9 procent.